# Strumica (město)
Strumica (v makedonské cyrilici Струмица) je město v jihovýchodním regionu Severní Makedonie. Má celkem 35 311 obyvatel.

## Přírodní poměry
Město se nachází v jihovýchodním cípu Severní Makedonie se poblíž hranice s Bulharskem. Stejně jako řada dalších měst v regionu (např. Prizren, Peć apod.) vzniklo na rozhraní úrodné nížiny a vysokých hor. Z jihu a západu se nachází pohoří (planina) Elenica, ze severu a východu se potom rozkládá Strumické pole (makedonsky Струмичко поле, přesněji Strumicko-radovišská kotlina. Pohoří přechází do okrajových částí města, která se nachází na svazích kopců. Nadmořská výška v centrální části Strumici činí 240 m n. m. Samotným městem potom protéká jen několik menších potoků.

## Historie
Název města pochází podle řeky Strumica, která jím protéká. Osídlení zde však bylo již v 2. století př. n. l. Tehdejší řecké město bylo známé pod názvem Αστραίον (Astraion). Později bylo připomínáno pod názvem Tiveriopolis. Současný název jak města tak i řeky je slovanského původu. Turecký název města byl přejat od slovanského obyvatelstva a zněl Ustrumca. Doložen je také starší název v podobě Strumnica. Řecká podoba názvu zní Στρούμιτσα.
V 15. století se sem rozříšila celá řada povstání, která zachvátila celý region. To již byla Strumica jako sídlo součástí Osmanské říše. Nejznámější povstání jsou ta, která vedl Musa Čelebija (1409–1413) a Bedredin Simavi (1416). Je zaznamenáno, že Simavi sám narážel nezájem Strumičanů se k jeho vpouře proti turecké moci podílet. 
V roce 1519 zde podle tureckého defteru žilo 2780 obyvatel. Vzhledem k tomu, že se Strumica nacházela na obchodní stezce z oblasti regionu Thrákie do středu dnešní Severní Makedonie (k městům Štip a Skopje), se zde zastavovala řada obchodníků. V průběhu staletí se také začalo měnit i etnické složení obyvatelstva, kdy původní slovanské obyvatelstvo stále častěji doplňovali příslušníci dalších národů Osmanské říše, např. Čerkesové, Židé, Yörükové a samozřejmě Turci. Přítomnost Turků (resp. muslimů) ve strategicky významné trase byla žádaná rovněž i osmanskou vládou, která tak zajišťovala lepší stabilitu oblasti a vylučovala další povstání. Změn struktury obyvatel si při návštěvě města povšiml i turecký cestovatel Evlija Čelebi, který v roce 1670 přes Strumici prošel a poznamenal, že místní Turci jsou původem poturčení Turkmeni. Yörükové byli především muslimští pastevci. Čelebi rovněž popsal, že v Strumici stálo cca 2000 domů.
Roku 1845 město navštívil ruský slavista Viktor Grigorovič. O jedenáct let později zde byla v souvislosti s reformami tanzimatu otevřena pravoslavná (bulharská) farnost. Roku 1870, otevřela ve Strumici i první škola, která vznikla při místní pravoslavné obci. Po Berlínském kongresu, kdy Osmanská říše ztratila značná území v oblasti Jihovýchodní Evropy, odešla řada místních muslimů právě do Strumici, která Turecku zůstala (Strumica byla součástí Evropského Turecka až do roku 1912).
V roce 1900 měla Strumica 10 160 obyvatel. V letech 1905 až 1911 byl zbudován místí kostel sv. Cyrila a Metoděje. V té době zde již dva kostely stály (sv. Konstantina a Jeleny a dále kostel sv. Demetera).
Během balkánských válek bylo město opuštěno, vypáleno a poničeno. V roce 1913 jej zpustošil rozsáhlý požár. Válka zde způsobila humanitární katastrofu, navíc do Strumice přicházeli převážně turečtí uprchlíci, buď se zde zastavili, nebo pokračovali dále na území dnešního Řecka. Nakonec zde bylo několik set lidí drženo v barácích, aby nedošlo do národnostních rozmíšek a násilností. 
Po válce spolu s okolním územím ale město nebylo dáno na rozdíl od zbytku Vardarské Makedonie Srbsku. Teprve až po skončení první světové války jej nově vzniklé Království Srbů, Chorvatů a Slovinců získalo (spolu s městy Bosilegrad a Dimitrovgrad) na úkor Bulharska v roce 1919 na základě Neuillyské smlouvy. Dne 24. listopadu 1919 došlo k nahrazení civilní správy ve městě. Nedlouho poté odpřísáhli místní loajalitu armádě a novému státu, zaslali však královské vládě seznam řady požadavků, ve kterých požadovali investice do svého města, např. zavedení telefonního spojení, telegrafního, autobusové dopravy, vypracování územního plánu apod. Dokument posloužil později jako šablona pro obdobné investice dalších měst meziválečné vardarské Makedonie a územní plán Strumici, který byl vypracován v roce 1929, byl následně upraven pro město Skopje v roce 1929. Stála zde také střední škola. Ne všechny sliby však byly v dvacetiletém období existence jugoslávské monarchie splněny. Ve Strumici nebyla postavena nemocnice, přestože tak bylo dlouhodobě slibováno, stejně tak vysušení močálu Monospitovo, který se nacházel v blízkosti města. V zemědělství byl pěstován také mák pro opium, nicméně produkce byla nakonec ve 20. letech radikálně omezena.
Během meziválečného období bylo město jako odlehlé jugoslávské sídlo snadným cílem bulharských ozbrojenců, kteří zde útočili na jugoslávské policisty a bezpečnostní složky. Aktivní byli také v ilegalitě působící komunisté. Mimo jiné zde v letech 1924 a 1930 vypukly dva mohutné požáry. Město bylo také cílem vnitřní kolonizace, kterou realizoval jugoslávský stát ve všech jižních částech země (včetně Kosova). Noví sedláci, kteří byli většinou Srbové, dostávali velké pozemky a zakládali nové komunity. Ačkoliv místní makedonští sedláci také něco od státu dostali, nebylo tomu tolik, jako to bylo v případě nově příchozích. Strumica patřila z měst celého jugoslávského království mezi ta, kde bylo pro kolonizaci (spolu se Štipem, Skopje, Uroševacem a Prizrenem – poslední dvě uvedená města se nachází v Kosovu) vyčleněno nejvíce pozemků pro kolonisty.
Za druhé světové války Bulharsko Strumici opět zmocnilo. Na počátku konfliktu i během něj zde partyzánské vojsko provádělo diverzní akce na místní komunikace.
Po roce 1945 zůstalo město součástí území Jugoslávie. V roce 1948 přislíbil Tito navrácení Strumici a dalších několika měst s víceméně bulharským obyvatelstvem (tzv. Zapadni pokrajnini) Bulharsku, nicméně vzhledem k roztržce mezi Jugoslávií a východním blokem k tomu nedošlo. Naopak byla hranice mezi Jugoslávií a Bulharskem na dlouhou dobu uzavřena, což znamenalo zpřetrhání řady místních vazeb.
V roce 1951 se zde uskutečnil proces s pěti studenty, kteří byli později popraveni (tzv. Струмичката петорка).
Během války v Kosovu v roce 1999 bylo město využíváno jako základna pro 1. a 2. německý kontingent jednotek KFOR, zejména kasárna na západě města, včetně přidruženého areálu makedonské armády. Vzhledem ke své blízkosti k řeckým hranicím byla Strumica vhodnou volbou, neboť rozmístěný zásobovací prapor často přepravoval zboží a vybavení z přístavu v Soluni.
V roce 2022 byl v blízkosti města budován plynovod.

## Ekonomika
Město se díky vhodným podmínkám pro zemědělství stalo v průběhu dějin významným centrem potravinářského i textilního průmyslu. Pěstován a zpracováván je rovněž tabák. Do druhé světové války zde nebyl žádný průmysl, zemědělství bylo částečně neúspěšně kolektivizováno.
Po druhé světové válce byly postaveny odvodňovací kanály v rovinaté krajině v okolí řeky stejného názvu. V blízkosti Strumici se nachází malá vodní elektrárna Turija, dokončená roku 1985. Průmyslová zóna je umístěna na východním okraji města.

## Obyvatelstvo
Obyvatelstvo je převážně makedonské národnosti. Zastoupena je rovněž romská a turecká menšina. 
Většina Strumičanů se hlásí k makedonské pravoslavné církvi, jejíž hlavní kostel je zasvěcen Cyrilu a Metodějovi. Stojí zde také klášter 15. mučedníků a několik mešit.

## Kultura

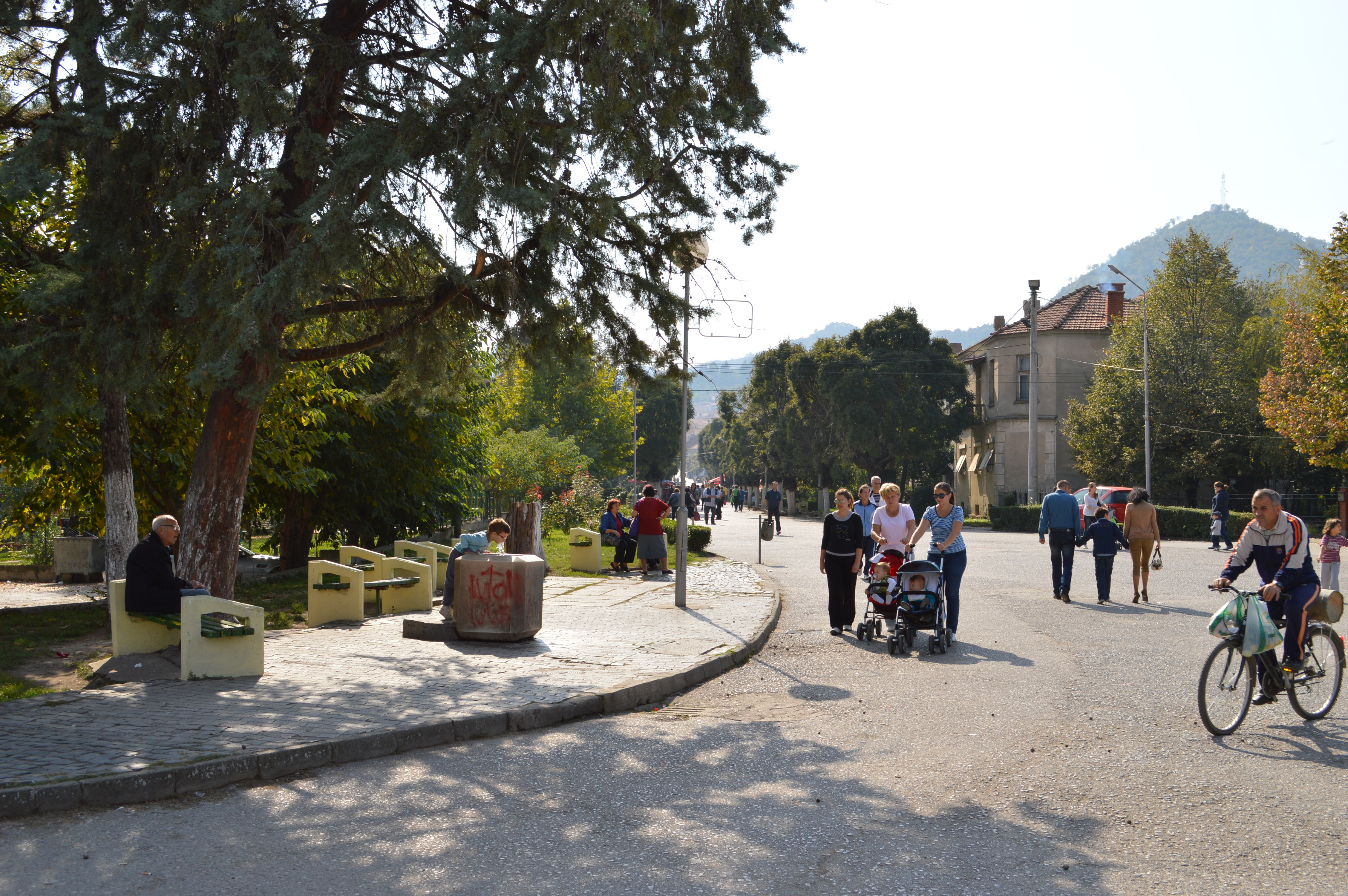
Střed města.

Každoročně se ve Strumici koná pravidelný filmový festival Aster fest a také karneval. Ten je rovněž připomínán i sochou s názvem „Strumičanka pod maskou“, která se nachází v samotném středu města.
V centru města se nachází kulturní dům pojmenovaný po Antonovi Popovovi.
Město Strumica se rovněž stalo předlohou pro některé romány Karla Maye.

### Pamětihodnosti
Jihovýchodně od města se na svazích kopce nachází pevnost známá pod názvem Carevi kuli. V centru města je památkově chráněno několik budov, např. secesní rohový hotel Srpski kral.
V okolí Strumici jsou turisticky zajímavé lokality, např. vodopády (Smolari, Kolešino), nebo lázně u vesnice Bansko. Navštěvovány jsou především lesy v pohoří Elenica. Park je umístěn v severní části města. 

## Sport
Ve Strumici sídlí dva fotbalové týmy, a to Belasica, založený roku 1922 a Tiverija, založený o rok později.

## Významné osobnosti
Ze Strumici pocházely následující významné osobnosti:
- Miletij, pravoslavný kněz
- Boris Trajkovski[12], bývalý makedonský prezident
- Kiro Stojanov, biskup římskokatolické skopské diecéze
- Nikola Madžirov, básník
- Blagoj Mučeto, jugoslávský partyzán makedonského původu
- Jelena Cvetkova, malíř
- Zoran Madžirov, zpěvák
- Goran Maznov, fotbalista
- Goran Pandev, fotbalista[13]
- Goran Popov, fotbalista
- Dimitrios Semsis, violinista
- Veljko Paunović, fotbalista
- Igor Gjuzelov, fotbalista
- Vangelija Pandeva Dimitrova, věštkyně